# Цитадела на Кайт бей
Цитаделата на Кайт бей (на арабски: قلعة قايتباي) е защитно укрепление от XV век, разположено на брега на Средиземно море върху останките на Александрийския фар в Александрия, Египет.
Издигнато е от султан Ал-Ашраф Сейф ад-Дин Кайт бей през 1477 г.

## Местоположение
Намира се на изток от най-северната част на остров Фарос, в устието на източното пристанище на Александрия.

## История
Цитаделата е нареждана сред най-важните защитни крепости не само в Египет, но и по цялото Средиземноморско крайбрежие. Тя е представлявала важна част от укрепителната система на Александрия през XV век.
Разположена е на входа на източното пристанище. Издигната е на мястото на Александрийския фар, който е сред седемте чудеса на Античния свят. Фарът продължава да функционира до арабското завоюване, когато няколко бедствия налагат промяна на формата му, но той продължава да действа. Възстановяването му започва по времето на Ахмед Ибн Тулун около 880 г. Земетресение от 11 век довежда до увреждане на 8-ъгълната му част. Основата на фара оцелява, но може да се използва само като наблюдателна кула. По-късно върху нея е построена малка джамия. През 14 век земетресение разрушава цялата конструкция.
През 1480 г. султан Ал-Ашраф Кайт бей укрепява мястото като част от крайбрежните защитни сгради срещу турците, които заплашват Египет по онова време. Той построява крепост с джамия в нея. Цитаделата функционира по време на по-голямата част от мамелюкския и турския период, но след британските бомбардировки на Александрия от 1882 г. тя е изоставена.